# Festival du cinéma japonais contemporain Kinotayo 2022
Le Festival du cinéma japonais contemporain Kinotayo 2022, 16e édition du festival, se déroule du 6 au 17 décembre 2022 à Paris, puis dans quelques villes de province en janvier et février 2023.
Cette 16e édition du festival propose sept films en compétition et un focus sur le documentariste Kazuhiro Sōda (en).

## Jury[2]
- Delphine Ciampi
- Marie-Pauline Mollaret
- Véronique Prost

## Sélection

### En compétition
- Intolérance (空白, Kūhaku?) de Keisuke Yoshida
- Just Remembering (ちょっと思い出しただけ, Chotto omoidashita dake?) de Daigo Matsui
- La Famille Asada (浅田家!, Asada-ke!?) de Ryōta Nakano
- Torao (とら男, Tora otoko?) de Kazuya Murayama
- Soup and Ideology (スープとイデオロギー, Sūpu to ideorogī?) de Yang Yong-hi
- Drive Into Night (ドロステのはてで僕ら?) de Dai Sako
- My Broken Mariko (夜を走る, Yoru o hashiru?) de Yuki Tanada

### Séances spéciales
- Love Life (ラブライフ, Rabu raifu?) de Kōji Fukada (film d'ouverture)
- Saules aveugles, femme endormie de Pierre Földes (film de clôture)

## Palmarès[3]
- Soleil d'or (prix du public) : La Famille Asada
- Grand Prix : Soup and Ideology
- Prix du jury : Torao